# Карлсбад (Баден)
Карлсбад (њем. Karlsbad) општина је у њемачкој савезној држави Баден-Виртемберг. Једно је од 32 општинска средишта округа Карлсруе. Према процјени из 2010. у општини је живјело 15.882 становника. Посједује регионалну шифру (AGS) 8215096.

## Географски и демографски подаци
Карлсбад се налази у савезној држави Баден-Виртемберг у округу Карлсруе. Општина се налази на надморској висини од 264 метра. Површина општине износи 38,0 km². У самом мјесту је, према процјени из 2010. године, живјело 15.882 становника. Просјечна густина становништва износи 418 становника/km².